# 丹尼斯·布莱尔
丹尼斯·卡特勒·布莱尔（英語：Dennis Cutler Blair，1947年2月4日—），是美国太平洋司令部司令。

## 生平
1947年，出生于缅因州基特里的军人世家。
1968年，毕业于美国海军学院。
1999年，任美军太平洋司令部司令。
2002年，退役。
2009年，任国家情报总监。
2010年，辞职。